# Eleição municipal de Jandira em 2024
A eleição municipal de Jandira em 2024 foi o 14.º pleito eleitoral realizado na história do município. Ocorreu oficialmente em 6 de outubro e foi disputada em turno único, dado que Jandira por não ter 200 000 eleitores registrados e aptos ao voto, não atende ao critério eleitoral definido pelo inciso II do artigo n.º 29 da Constituição Federal para a realização de um 2.º turno caso nenhum dos candidatos a prefeito alcance maioria absoluta dos votos. Neste caso, o(a) vencedor(a) é escolhido por maioria simples.
Segundo dados do Tribunal Superior Eleitoral, 75 567 eleitores compunham o eleitorado jandirense apto a eleger 1 prefeito, 1 vice–prefeito e 13 vereadores para a Câmara Municipal em 2024.

## Candidaturas oficiais
| Candidaturas deferidas pelo TSE para a disputa eleitoral | Candidaturas deferidas pelo TSE para a disputa eleitoral | Candidaturas deferidas pelo TSE para a disputa eleitoral | Candidaturas deferidas pelo TSE para a disputa eleitoral | Candidaturas deferidas pelo TSE para a disputa eleitoral | Candidaturas deferidas pelo TSE para a disputa eleitoral | Candidaturas deferidas pelo TSE para a disputa eleitoral                                                                                           | Candidaturas deferidas pelo TSE para a disputa eleitoral |
| N.º                                                      | N.º                                                      | Candidato(a) a prefeito(a)                               | Candidato(a) a prefeito(a)                               | Candidato(a) a vice-prefeito(a)                          | Candidato(a) a vice-prefeito(a)                          | Coligação | Situação                                                 |
| -------------------------------------------------------- | -------------------------------------------------------- | -------------------------------------------------------- | -------------------------------------------------------- | -------------------------------------------------------- | -------------------------------------------------------- | --- | -------------------------------------------------------- |
|                                                          | 13                                                       |                                                          | Paulinho Bururu (PT)                                     |                                                          | Miro Táxi (PT)                                           | Reconstruir e libertar Jandira PT / PCdoB / PV / PSOL / REDE                                                                                       | Não eleito                                               |
|                                                          | 22                                                       |                                                          | Veínho (PL)                                              |                                                          | Roh Estrela (PL)                                         | partido isolado | Não eleito                                               |
|                                                          | 44                                                       |                                                          | Paulo Barufi (UNIÃO)                                     |                                                          | Manoel Domingues (UNIÃO)                                 | União com o povo, Jandira feliz de novo UNIÃO / NOVO                                                                                               | Não eleito                                               |
|                                                          | 55                                                       |                                                          | Doutor Sato (PSD)                                        |                                                          | Piti Piteri (PSD)                                        | Para Jandira continuar avançando PSD / Republicanos / Progressistas / PDT / PSB / PODE / PRD / DC / MOBILIZA / AGIR / PMB / AVANTE / Solidariedade | Eleito                                                   |

## Resultados eleitorais

### Poder Executivo
Doutor Sato (PSD), atual prefeito em exercício, reelegeu-se com ampla margem após obter 26 574 votos, o equivalente a 52,35% dos votos válidos. Esta foi a primeira vez que um candidato à prefeito alcançou a maioria absoluta dos votos válidos na história política de Jandira. Seu 2.º mandato consecutivo iniciou-se em 1 de janeiro de 2025 e se encerrará em 31 de dezembro de 2028.
| Candidatos a prefeito(a)   | Candidatos a prefeito(a) | Candidatos a vice-prefeito(a) | Votação | Votação     |
| Candidatos a prefeito(a)   | Candidatos a prefeito(a) | Candidatos a vice-prefeito(a) | Total   | Porcentagem |
| -------------------------- | ------------------------ | ----------------------------- | ------- | ----------- |
|                            | Doutor Sato (PSD)        | Piti Piteri (PSD)             | 26 574  | 52,35%      |
|                            | Paulo Barufi (UNIÃO)     | Manoel Domingues (UNIÃO)      | 11 123  | 21,91%      |
|                            | Veínho (PL)              | Roh Estrela (PL)              | 8 240   | 16,23%      |
|                            | Paulinho Bururu (PT)     | Miro Táxi (PT)                | 4 829   | 9,51%       |
| Total de votos válidos     | Total de votos válidos   | Total de votos válidos        | 50 766  | 50 766      |
| Votos apurados             |                          |                               |         |             |
| Votos válidos              | Votos válidos            | Votos válidos                 | 50 766  | 86,04%      |
| Votos em branco            | Votos em branco          | Votos em branco               | 4 092   | 6,94%       |
| Votos nulos                | Votos nulos              | Votos nulos                   | 4 141   | 7,02%       |
| Total de votos apurados    | Total de votos apurados  | Total de votos apurados       | 58 999  | 58 999      |
| Participação do eleitorado |                          |                               |         |             |
| Comparecimentos            | Comparecimentos          | Comparecimentos               | 58 999  | 78,08%      |
| Abstenções                 | Abstenções               | Abstenções                    | 16 568  | 21,92%      |
| Total de eleitores aptos   | Total de eleitores aptos | Total de eleitores aptos      | 75 567  | 75 567      |
| Fonte: Resultados – TSE    |                          |                               |         |             |

### Poder Legislativo
No sistema proporcional, pelo qual são eleitos os vereadores, o voto dado a um(a) candidato(a) é primeiro considerado para o partido ao qual ele(a) é filiado(a). O total de votos de um partido é que define quantas cadeiras este terá. Definidas as cadeiras, os candidatos(as) mais votados(as) do partido são chamados a ocupá-las.
Abaixo encontram-se os candidatos a vereador eleitos, reeleitos e os que ficaram como suplentes para a 14.ª legislatura, iniciada em 1 de janeiro de 2025 e e que se encerrará em 31 de dezembro de 2028.
| N.º   | Candidato(a)           | Partido político | Votos obtidos | Porcentagem | Situação    |
| ----- | ---------------------- | ---------------- | ------------- | ----------- | ----------- |
| 55555 | Márcio Oliveira        | PSD              | 2 940         | 5,57%       | Reeleito(a) |
| 22777 | Markinhos              | PL               | 1 939         | 3,67%       | Reeleito(a) |
| 55133 | Léo da Feira           | PSD              | 1 742         | 3,30%       | Reeleito(a) |
| 70777 | Anderson Apolo         | AVANTE           | 1 526         | 2,89%       | Reeleito(a) |
| 55122 | Marcelinho do Godinho  | PSD              | 1 473         | 2,79%       | Eleito(a)   |
| 25607 | Camila Amorim          | PRD              | 1 448         | 2,74%       | Eleito(a)   |
| 11011 | Sílvio Cabelereiro     | Progressistas    | 1 421         | 2,69%       | Reeleito(a) |
| 33033 | Michel Viana           | MOBILIZA         | 1 340         | 2,54%       | Reeleito(a) |
| 55345 | Beda                   | PSD              | 1 314         | 2,49%       | Suplente    |
| 10123 | Cláudio do Moussão     | Republicanos     | 1 206         | 2,28%       | Suplente    |
| 13610 | Fábio Beteira          | PT               | 1 169         | 2,21%       | Reeleito(a) |
| 11012 | Pastor Gilson de Souza | Progressistas    | 1 133         | 2,15%       | Reeleito(a) |
| 25123 | Cebolinha              | PRD              | 1 109         | 2,10%       | Reeleito(a) |
| 36123 | Tikinho                | AGIR             | 1 067         | 2,02%       | Eleito(a)   |
| 35123 | Bel Roberto            | PMB              | 1 057         | 2,00%       | Suplente    |
| 22000 | Franklin               | PL               | 1 053         | 1,99%       | Reeleito(a) |